# 發光器

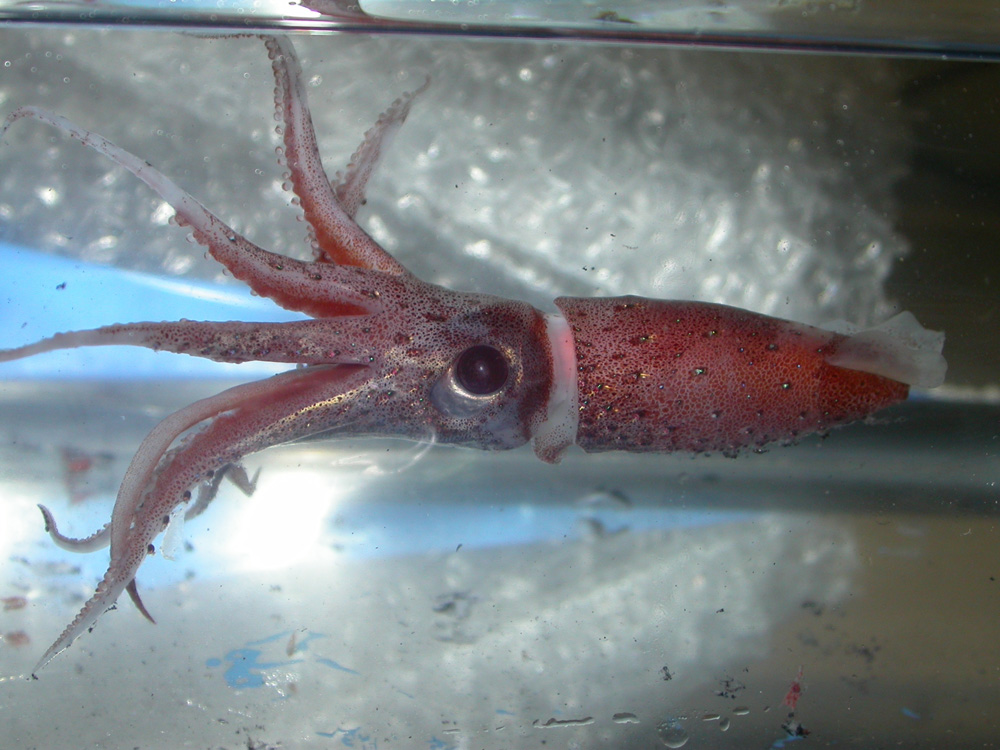
長帆魷，身上具有許多發光器

頭足綱發光器的垂直剖面圖

發光器，又稱發光腺體，為在許多魚類和頭足綱物種身上可以發現形似光點的腺器官。不同物種的發光器構造差異甚大，可以為簡單的構造，但也能與人眼一樣複雜：例如螢火魷的發光器就包含了水晶體、快門、濾色器、反射器等構造。生物發光的來源有許多種，包括在消化時所產生的化學物質、組織中特化的粒線體（光細胞）或是共生細菌。
發光器的型態與排列時常是深海魚物種辨認的重要依據。這些發光器多半用來吸引獵物或是形成消光剪影來躲避掠食者的攻擊。

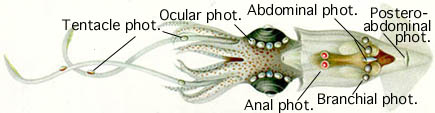
狼魷（Lycoteuthis lorigera）
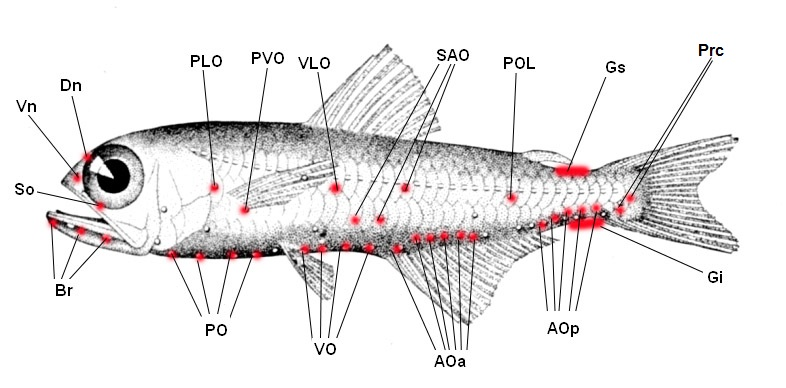
燈籠魚，最常見的深海魚
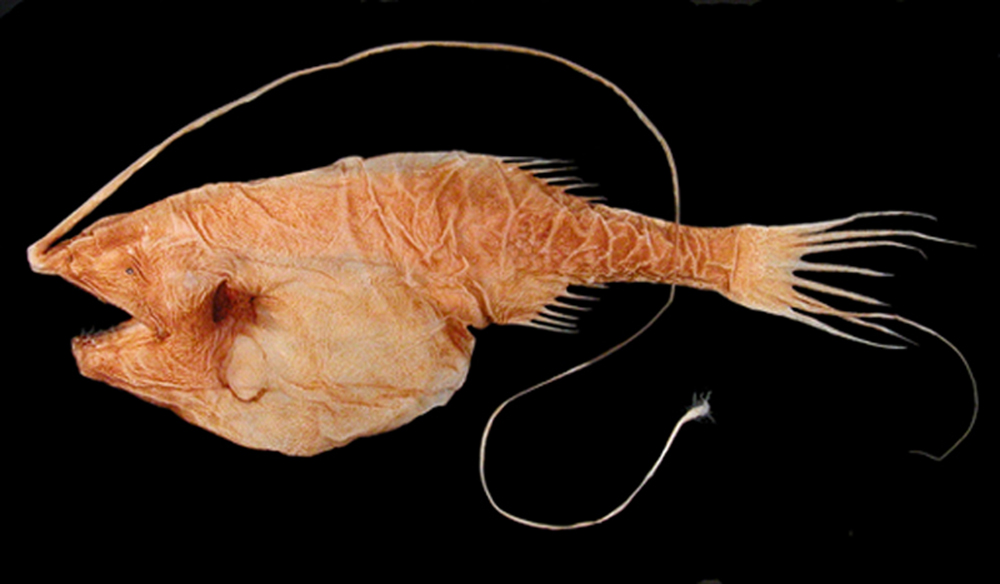
巨棘鮟鱇（英语：Gigantactis）背鰭特化的第一鰭條末端具有發光器，可以引誘獵物